# حسن بشیر (بازیکن فوتبال)
حسن بشیر ({{lang-ur|حسن نوید بشیر؛ زادهٔ ۷ ژانویهٔ ۱۹۸۷) بازیکن فوتبال اهل پاکستان است.
از باشگاه‌هایی که در آن بازی کرده است می‌توان به باشگاه فوتبال دوردوی بیشکک اشاره کرد.
وی همچنین در تیم ملی فوتبال پاکستان بازی کرده است.